# Мухоловки петроики
Мухоловките петроики (Petroicidae) са семейство птици от разред Врабчоподобни (Passeriformes).
Включва 19 рода с 49 вида, разпространени в различни местообитания в Австралазия и Океания до Самоа на изток. Хранят се главно с насекоми, по-рядко със семена.

## Родове
Семейство Petroicidae – Мухоловки петроики
- Подсемейство Eopsaltriinae
  - Tregellasia
  - Quoyornis
  - Eopsaltria
  - Gennaeodryas
  - Melanodryas
  - Peneothello
  - Poecilodryas
  - Plesiodryas
  - Heteromyias
- Подсемейство Drymodinae
  - Drymodes
- Подсемейство Microecinae
  - Microeca
  - Monachella
  - Cryptomicroeca
  - Kempiella
  - Devioeca
- Подсемейство Petroicinae
  - Eugerygone
  - Petroica
- Подсемейство Pachycephalopsinae
  - Pachycephalopsis
- Подсемейство Amalocichlinae
  - Amalocichla